# Шёненберг-Кюбельберг (объединённая община)
Шёненберг-Кюбельберг (нем. Verbandsgemeinde Schönenberg-Kübelberg) — коммуна в Германии, в земле Рейнланд-Пфальц.
Входит в состав района Кузель. Население составляет 5707 человек (31 декабря 2023 года).
Первое упоминание Кюбельберга произошло в 956 году, а первое упоминание Шёненберга лишь в 1419 году.